# Nemzetközi Kinológiai Szövetség
A Nemzetközi Kinológiai Szövetség (franciául: Fédération Cynologique Internationale (FCI)) belgiumi székhelyű nemzetközi ebtenyésztő egyesület.
A szövetség célját az alapszabály 2. paragrafusa írja le: Az FCI célja, hogy a hozzá csatlakozott tagországokban elősegítse a tenyésztést és olyan egészséges kutyafajták felhasználását, melyek testalkatának igazodnia kell a vonatkozó standardhoz, és a fajta jellemző tulajdonságainak alapján meg kell felelniük felhasználási céljuknak; hogy támogassa a kutyás és kinológiai információk tagországok közötti szabad áramlását, valamint hogy kutyakiállításokat és próbákat szervezzen.

## Története
Az FCI-t 1911. május 22-én alapította Németország (Kartell für das Deutsche Hundewesen und Die Delegierten Kommission), Ausztria (Österreicher Kynologenverband), Belgium (Société Royale Saint-Hubert), Franciaország (Société Central Canine de France) és Hollandia (Raad van Beheer op Kynologish Gebied in Nederland.) Az első világháború során a szövetség eltűnt. 1921-ben a francia és a belga tagok újraalapították az FCI-t.

## Fontosabb mutatók
Napjainkban az FCI-nek 80 tagországa van (lásd lent). Az FCI 335 kutyafajtát ismer el – mindegyik kutyafajta egy adott tagország tulajdonában van, amely a fajta standardért is felelős. A standardek valamint a szervezet nemzetközi szabályai a négy hivatalos nyelven (angol, spanyol, francia és német) érhető el. A bírálati lapokat is ezeken a nyelveken, illetve a kiállítást rendező ország nyelvén lehet kitölteni.

## Fajtacsoportok
A kutyafajtákat tíz csoportba osztották. Ezeket megjelenés vagy szerep alapján alakították ki. A tíz csoport:
- I. fajtacsoport: pásztor- és juhászkutyák kivéve svájci hegyi és pásztorkutyák
- II. fajtacsoport: schnauzerek, pinscherek, molosszerek svájci hegyi és pásztorkutyák
- III. fajtacsoport: terrierek
- IV. fajtacsoport: tacskók
- V. fajtacsoport: spitzek és primitív fajták
- VI. fajtacsoport: kopók és rokon fajták
- VII. fajtacsoport: vizslák, szetterek
- VIII. fajtacsoport: vízi vadászok, retriverek és kajtatókutyák
- IX. fajtacsoport: társasági kutyák
- X. fajtacsoport: agarak

## Kiállítások
Az FCI tájékoztatást nyújt a tagországaiban tartandó kiállításokról és versenyekről. Az eredményeket a szervezők az FCI belgiumi központjába továbbítják.

## Tagszervezetek országok szerint
| Ország                | Tagszövetség                                                                                    |
| --------------------- | ----------------------------------------------------------------------------------------------- |
| Nemzetközi            | Fédération Cynologique Internationale                                                           |
| Argentína             | Federación Cinológica Argentina Archiválva 2017. július 1-i dátummal a Wayback Machine-ben      |
| Ausztrália            | Australian National Kennel Council Archiválva 2011. április 23-i dátummal a Wayback Machine-ben |
| Ausztria              | Österreichische Kynologenverband                                                                |
| Azerbajdzsán          | Kennel Union of the Republic of Azerbaijan                                                      |
| Bahrein               | Kennel Club of Bahrain                                                                          |
| Belgium               | Société Royale Saint-Hubert                                                                     |
| Bolívia               | Kennel Club Boliviano                                                                           |
| Bosznia-Hercegovina   | Unija Kinoloskih Saveza Bosne i Hercegovine (kizárták)                                          |
| Brazília              | Confederaçao Brasileira de Cinofilia                                                            |
| Bulgária              | Bulgarian Republican Federation of Cynology                                                     |
| Chile                 | Kennel Club de Chile                                                                            |
| Ciprus                | Cyprus Kennel Club                                                                              |
| Costa Rica            | Asociación Canófila Costarricense                                                               |
| Csehország            | Českomoravská Kynologická Unie                                                                  |
| Dél-Afrika            | Kennel Union of Southern Africa                                                                 |
| Dél-Korea             | Korean Canine Club                                                                              |
| Dánia                 | Dansk Kennel Club                                                                               |
| Dominikai Köztársaság | Federación Canina Dominicana                                                                    |
| Ecuador               | Asociación Ecuatoriana de Registros Caninos                                                     |
| Észtország            | Eesti Kennelliit Archiválva 2008. március 13-i dátummal a Wayback Machine-ben                   |
| Észak-Macedónia       | Kennel Association of the Republic of Macedonia                                                 |
| Fehéroroszország      | Belorussian Cynological Union                                                                   |
| Finnország            | Suomen Kennelliitto                                                                             |
| Franciaország         | Société Centrale Canine                                                                         |
| Fülöp-szigetek        | Philippine Canine Club Archiválva 2017. szeptember 13-i dátummal a Wayback Machine-ben          |
| Gibraltár             | Gibraltar Kennel Club                                                                           |
| Görögország           | Kennel Club of Greece                                                                           |
| Grúzia                | Fédération Cynologique de Géorgie                                                               |
| Guatemala             | Asociación Guatemalteca de Criadores de Perros                                                  |
| Hollandia             | Raad van Beheer op Kynologisch Gebied in Nederland                                              |
| Honduras              | Asociación Canófila de Honduras                                                                 |
| Hongkong              | Hong Kong Kennel Club                                                                           |
| Horvátország          | Hrvatski kinološki savez                                                                        |
| India                 | Kennel Club of India                                                                            |
| Indonézia             | Persatuan Kinologi Indonesia                                                                    |
| Írország              | Irish Kennel Club                                                                               |
| Izland                | Hundaræktarfélags Íslands                                                                       |
| Izrael                | Israel Kennel Club                                                                              |
| Japán                 | Japan Kennel Club                                                                               |
| Kazahsztán            | Union of Cynologists of Kazakstan                                                               |
| Kína                  | China Kennel Union                                                                              |
| Kolumbia              | Asociación Club Canino Colombiano                                                               |
| Kuba                  | Federación Cinólogica de Cuba                                                                   |
| Lengyelország         | Związek Kynologiczny w Polsce                                                                   |
| Lettország            | Latvijas Kinologiska Federacija                                                                 |
| Litvánia              | Lietuvos Kinologu Draugija                                                                      |
| Luxemburg             | Union Cynologique Saint Hubert Luxembourg                                                       |
| Magyarország          | Magyar Ebtenyésztők Országos Egyesülete                                                         |
| Malajzia              | Malaysian Kennel Association Archiválva 2010. május 27-i dátummal a Wayback Machine-ben         |
| Málta                 | Malta Kennel Club Archiválva 2008. március 12-i dátummal a Wayback Machine-ben                  |
| Mexikó                | Federacíon Canófila Mexicana                                                                    |
| Moldova               | Moldavian Kennel Union                                                                          |
| Monaco                | Société Canine de Monaco                                                                        |
| Montenegró            | Kinološki savez Crne Gore                                                                       |
| Marokkó               | Société Centrale Canine Marocaine                                                               |
| Németország           | Verband für das Deutsche Hundewesen                                                             |
| Nicaragua             | Asociación Canina Nicaragüense                                                                  |
| Norvégia              | Norsk Kennel Klub                                                                               |
| Olaszország           | Ente Nazionale della Cinofilia Italiana                                                         |
| Oroszország           | Russian Kynological Federation Archiválva 2021. január 20-i dátummal a Wayback Machine-ben      |
| Pakisztán             | Kennel Club of Pakistan                                                                         |
| Panama                | Club Canino de Panama                                                                           |
| Paraguay              | Paraguay Kennel Club                                                                            |
| Peru                  | Kennel Club Peruano                                                                             |
| Portugália            | Clube Português de Canicultura                                                                  |
| Puerto Rico           | Federación Canófila de Puerto Rico                                                              |
| Románia               | Asociaţia Chinologică Română                                                                    |
| San Marino            | Kennel Club San Marino                                                                          |
| Salvador              | Asociación Canófila Salvadoreña                                                                 |
| Spanyolország         | Real Sociedad Canina en España                                                                  |
| Szerbia               | Kinološki savez Republike Srbije                                                                |
| Szingapúr             | Singapore Kennel Club                                                                           |
| Szlovákia             | Slovenska Kynologicka Jednota                                                                   |
| Szlovénia             | Kinološka Zveza Slovenije                                                                       |
| Srí Lanka             | Kennel Association of Sri Lanka                                                                 |
| Svédország            | Svenska Kennelklubben                                                                           |
| Svájc                 | Société Cynologique Suisse Archiválva 2021. január 26-i dátummal a Wayback Machine-ben          |
| Tajvan                | Kennel Club of Taiwan                                                                           |
| Thaiföld              | Kennel Club of Thailand                                                                         |
| Ukrajna               | Ukrainian Kennel Union                                                                          |
| Uruguay               | Kennel Club Uruguayo                                                                            |
| Új-Zéland             | New Zealand Kennel Club                                                                         |
| Üzbegisztán           | Cynological Federation of Uzbekistan                                                            |
| Venezuela             | Federación Canina de Venezuela                                                                  |

## Külső hivatkozások
- Az FCI honlapja
- Az FCI magyar tagjának, a Magyar Ebtenyésztők Országos Egyesületének honlapja